# Kretschmer Lőrinc
Kretschmer Lőrinc (Beszterce, 1485 k. – 1543) erdélyi szász származású magyar pap, politikus, 1513-tól székesfehérvári prépost, I. Ferdinánd magyar király gyermekeinek nevelője. Bár a magyar politikai életben évtizedeken keresztül jelen volt, kulcsszerepet sosem töltött be.

## Életpályája
Kretschmer Lőrinc 1485 körül született szász patrícius családban. 1509-ben nagybátyja, Szatmári György püspök, későbbi esztergomi érsek révén a bolognai egyetem hallgatója volt. Szatmári élete végéig egyengette unokaöccse pályafutását, 1510 körül az ő közbenjárására nyerte el Kretschmer a mislyei préposti, majd az újvári főesperesi címet, melyek említésre méltó jövedelemmel bírtak. Kretschmer 1513-ban székesfehérvári préposttá neveztetett ki, haláláig ez maradt legmagasabb egyházi méltósága.
A mohácsi csatavesztés után Ferdinánd mellett nyilvánította ki hűségét, részt vett a király székesfehérvári koronázásán. 1527-1528 fordulóján Krestchmer Siegmund von Herbertsein gróf társaságában követségben járt a Lengyel Királyságban. Az ország háborús helyzetében  vagyonát és pozícióját gyakorlatilag elvesztette (feltehetően Szapolyai János hívei kergették el Székesfehérvárról), így a Ferdinánd király kezén lévő Pozsonyba ment. 1530-ban az elhunyt Podmaniczky István, nyitrai püspök utódja kívánt lenni, de a méltóságot végül Thurzó Ferenc nyerte el. A következő években királyi tanácsosként Ferdinánd híveként több kisebb-nagyobb megbízatást hajtott végre, s csekély tanácsosi illetményéből élt meg.
1537-ben az uralkodó a királyi gyermekek nevelőjévé választotta, így Kretschmer rövidesen megérkezett az innsbrucki udvarba. Egy 1539-ben keletkezett udvari irat szerint Kretschmer abban az évben még mindig mint Miksa és Ferdinánd hercegek nevelője (praeceptor) tevékenykedett az uralkodói gyermekek mellett.
Az idős Kretschmer 1543-ban megkapta a szepesi prépostságot, még ebben az évben elhunyt.